# Флаг Шропшира
Флаг Шропшира является официальным символом церемониального графства Шропшир. Зарегистрирован Институтом флагов в марте 2012 года и официально стал флагом графства 13 апреля 2013 года.
Представляет собой жёлтое полотнище с тремя синими треугольниками, на которых изображены жёлтые головы леопарда. Жёлтую часть флага занимают хвостики чёрного цвета.
Флаг является знаменем бывшего совета графства Шропшир, которое было утверждено в 1895 году. Головы леопардов — традиционный символ Шропшира и некоторых его городов. Считается, что их использование восходит к гербу Англии и что синий и жёлтый являются цветами Роджера Монтгомери, 1-го графа Шрусбери. Также головы используются на флаге и гербе города Шрусбери
В апреле 2011 года изменённая версия флага была поднята над Департаментом по делам общин и местного самоуправления в рамках продвижения традиционных графств Англии.
23 июля 2019 года флаг Шропшира был вывешен среди других флагов на Парламентской площади для празднования Дня флагов исторических графств.